# Forum Universale delle Culture
Il Forum Universale delle Culture è stato un evento culturale internazionale con cadenza triennale organizzato dalla Fundació Fòrum Universal de les Cultures (con sede a Barcellona) e promosso dall'UNESCO.
Il Forum, ideato nel 1996 dall'allora sindaco di Barcellona Pasqual Maragall i Mira, si è svolto per 4 edizioni tra il 2004 e il 2013 in diverse città del mondo: Barcellona (2004), Monterrey (2007), Valparaíso (2010) e Napoli (2013). Ciascuna edizione del Forum durava indicativamente dai 45 giorni ai 5 mesi e le principali manifestazioni si svolgevano in un'area o nucleo centrale attraverso mostre, spettacoli, convegni ed altre attività. Tra gli obiettivi che si intendevano promuovere tramite il Forum vi erano la difesa della cultura della pace, dello sviluppo sostenibile e della diversità culturale.
Dopo la mancata realizzazione della 5ª edizione prevista per il 2016, che si sarebbe dovuta tenere ad Amman (inizialmente candidata congiuntamente con Québec, ma in seguito ridefinita come unica sede a causa della rinuncia di Québec nel dicembre 2010), nel 2017 venne annunciato lo scioglimento della Fundació Fòrum Universal de les Cultures, ponendo così fine a tutte le attività del Forum.

## Storia

### 1ª edizione - Barcellona 2004

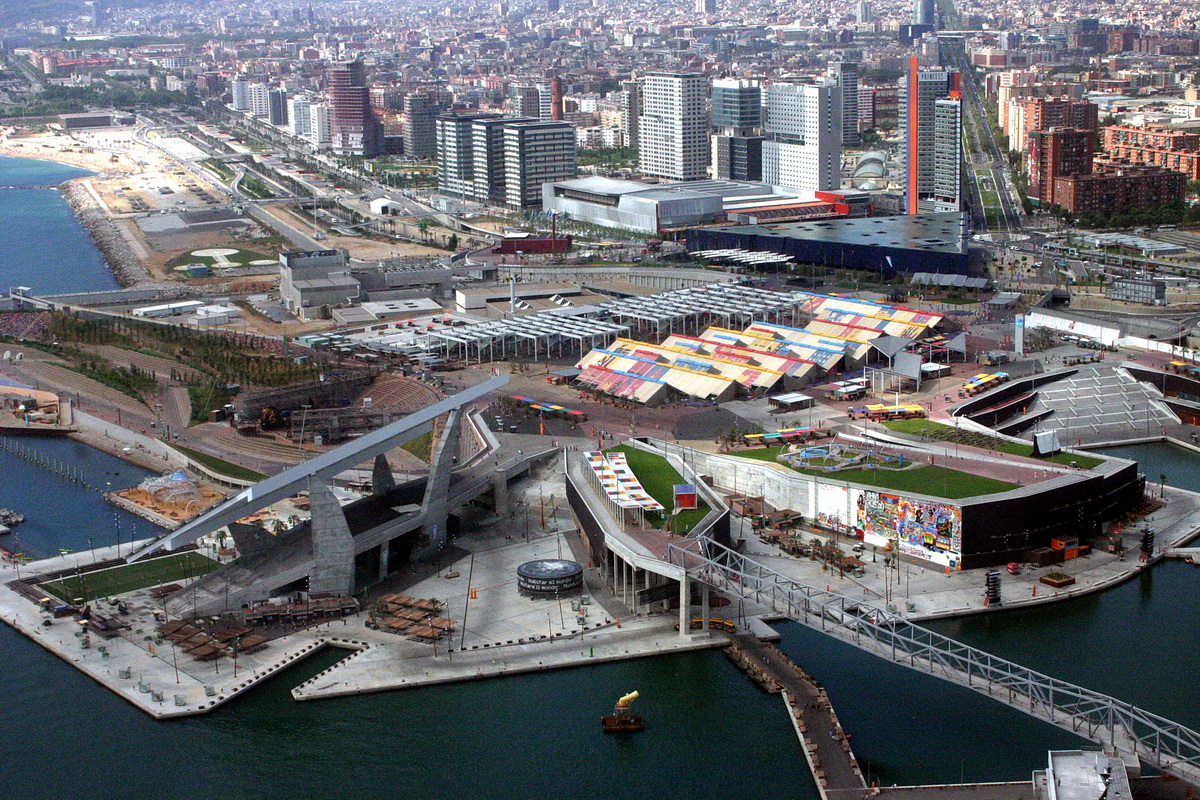
Veduta aerea del Forum di Barcellona nel 2004

La 1ª edizione del Forum Universale delle Culture, organizzata a Barcellona ed incentrata attorno alle tematiche dello sviluppo sostenibile, delle condizioni per la pace e della diversità culturale, venne inaugurata l'8 maggio 2004 alla presenza del Re di Spagna Juan Carlos I e si concluse il 26 settembre dello stesso anno, per una durata complessiva di 141 giorni. In tutta la città catalana si svolsero diversi eventi, tra cui la Carnavalona di Carlinhos Brown e il Festival del Mar.
Le conferenze furono uno degli aspetti principali del Forum di Barcellona del 2004. Denominate "Dialoghi", esse riunirono un gran numero di personalità ed esperti di attualità durante la celebrazione dell'evento, tra cui Joseph Stiglitz, Michail Gorbačëv, Luiz Inácio Lula da Silva, José Saramago, Rigoberta Menchú, Salman Rushdie e Frank Gehry. Il principale di questi Dialoghi fu il Parlamento mondiale delle religioni, che riuscì a riunire leader religiosi di tutto il mondo tra il 7 e il 13 luglio 2004, creando così uno spazio per il dialogo interreligioso. Ai Dialoghi del Forum parteciparono complessivamente 77.000 persone.
La sede del Forum di Barcellona era situata in uno spazio vicino alla foce del fiume Besòs, costruito appositamente per la celebrazione dell'evento assieme ad una stazione della linea 4 della metropolitana di Barcellona. Questo spazio era composto da due grandi edifici: l'Edifici Fòrum, realizzato dallo studio di architettura svizzero Herzog & de Meuron, e il Centro Internazionale dei congressi di Barcellona. Sopra di essi si estendeva una piazza parzialmente costruita su un terreno bonificato dal mare e che accoglieva al suo interno un impianto di trattamento delle acque reflue ed un impianto fotovoltaico per la produzione di energia solare. Il sito del Forum presentava anche un porto turistico che ospitò varie mostre (tra cui una dedicata all'Esercito di terracotta), due parchi e una zona balneare. Uno dei parchi sfruttava il dislivello tra la piazza e il mare per generare un sistema di dune artificiali in cui si integravano due auditorium all'aperto.
L'evento suscitò un forte dissenso da parte degli enti di quartiere e venne pubblicato anche un libro critico, intitolato La otra cara del Fòrum de Les Cultures, che fu distribuito gratuitamente nei primi giorni dell'evento e in cui venne denunciata la massiccia operazione edilizia sulla costa per la costruzione del sito del Forum. Inoltre diverse organizzazioni non governative, tra cui Greenpeace ed Amnesty International, criticarono l'evento e lo boicottarono poiché tra gli sponsor vi erano Nestlé e Coca-Cola, il cui operato nel terzo mondo non era considerato corretto.
Il numero dei visitatori, seppur ragguardevole (attestandosi a poco più di 3,3 milioni di persone), non raggiunse le aspettative previste a livello di incasso e il bilancio economico rivelò una serie di irregolarità nella ditta incaricata per i lavori, riportate nella relazione della Sindicatura de Comptes.

### 2ª edizione - Monterrey 2007
La 2ª edizione del Forum Universale delle Culture si svolse nella città di Monterrey, nello stato messicano del Nuevo León, dal 20 settembre all'8 dicembre 2007.
La sede del Forum fu il Parco Fundidora, ex sito industriale siderurgico appartenuto alla società Fundidora Monterrey, che venne suddiviso in quattro aree tematiche: Conoscenza, Diversità Culturale, Sostenibilità e Pace. Le conferenze vennero invece organizzate nel vicino Cintermex Business Center, in cui si svolsero per 9 settimane i Dialoghi per il benessere della Società Mondiale per gettare solide basi per la risoluzione dei problemi internazionali. 
Nel corso del Forum di Monterrey vennero organizzati diversi spettacoli musicali con 110 gruppi ed artisti provenienti da 30 Paesi del mondo, tra cui l'Orchestra del Teatro San Carlo di Napoli, i Tamburi di Yamato e Gilberto Santa Rosa.
Nell'ultima giornata del Forum di Monterrey fu registrata la presenza di più di 750.000 persone nel Parco Fundidora.

### 3ª edizione - Valparaíso 2010
Per la 3ª edizione del Forum si scelse la città cilena di Valparaíso. Originariamente quest'edizione sarebbe dovuta durare 78 giorni dal 22 ottobre 2010 al 7 gennaio 2011, ma in seguito al terremoto del Cile del 2010 si decise di ridurre la durata a 45 giorni, anticipando la chiusura al 5 dicembre 2010.
Durante il Forum di Valparaíso vennero installate in città (in particolare in 3 luoghi: Tornamesa Espacio Forum, Estación Puerto e Plaza Sotomayor) e lungo la costa varie mostre, spettacoli musicali, di danza e di arti visive provenienti da tutto il mondo.
I temi principali furono 3: la lotta alla povertà, la memoria storica di Valparaíso e la città e il mare.

### 4ª edizione - Napoli 2013
La 4ª edizione del Forum Universale delle Culture per il 2013 fu assegnata a Napoli il 19 dicembre 2007 con approvazione all'unanimità da parte del consiglio di amministrazione della Fondazione del Forum.
L'organizzazione del Forum venne curata dal Comune di Napoli, che si avvalse della collaborazione della Regione Campania e del sostegno del Ministero per i Beni e le Attività Culturali, del Ministero degli Affari Esteri e della Camera di Commercio di Napoli. Allo stesso modo, tutte le università napoletane parteciparono attivamente alla preparazione e all'organizzazione del programma.
Nei piani originari il Forum di Napoli si sarebbe dovuto svolgere dal 10 aprile al 21 luglio 2013 per una durata complessiva di 101 giorni, ma a causa di avvicendamenti turbolenti in seno all'ente organizzatore e forti tagli al budget (ridotto a 16 milioni di euro), il programma venne ripetutamente rivisto e rinviato, fino ad arrivare ad inaugurare ufficialmente il Forum al Teatro San Carlo di Napoli il 18 novembre 2013, ma con gli eventi ricalendarizzati ed organizzati effettivamente dal 3 aprile al 9 dicembre 2014, con alcune mostre museali proseguite fino al 31 gennaio 2015.
Il Forum di Napoli utilizzò il centro storico della città (Patrimonio dell'Umanità UNESCO) e la Mostra d'Oltremare per ospitare concerti, mostre e tre edizioni dell'Accampamento della pace (manifestazione di preparazione al Forum tenutasi nel 2008). Inoltre l'evento fu allargato anche ad altri luoghi della Campania nominati Patrimonio dell'Umanità: Caserta, Benevento, Pompei, Ercolano, Ascea, Paestum e Ravello.
I temi al centro del Forum di Napoli furono 5: le condizioni per la pace, la conoscenza, la diversità culturale, lo sviluppo sostenibile e il mare come risorsa.